# Репродукция
Репроду́кция — воспроизведение предметов искусства путём фотографии, клише (копирование) или ручного воспроизведения оригинала. Самая главная цель — сохранить подлинность объекта, максимально точно передать информацию о нём и его внешний вид.
К примеру, при репродукциях картин необходимо использовать определённую технику освещения, чтобы картина была освещена равномерно, все цвета и оттенки были переданы максимально точно. В цветной фотографии необходимо учитывать цветовую температуру осветительных приборов с характеристиками фотоплёнки. В цифровой фотографии необходимо учитывать баланс белого цвета. Необходимо разбираться в физике, светотехнике и экспонометрии.
Факсимильная репродукция — репродукция с точной передачей не только содержания, но и всех особенностей воспроизводимого объекта.

## Характеристики
- Основные[1]
  - Число красок на оттиске (одно-, двух- и многокрасочные)
  - Примененный способ печати (офсетная, глубокая, фототипная и др.)
- Дополнительные
  - Материал, на котором получен отпечаток (на мелованной бумаге, жести, коленкоре, целлофане и т. п.).

## Репродукционная техника

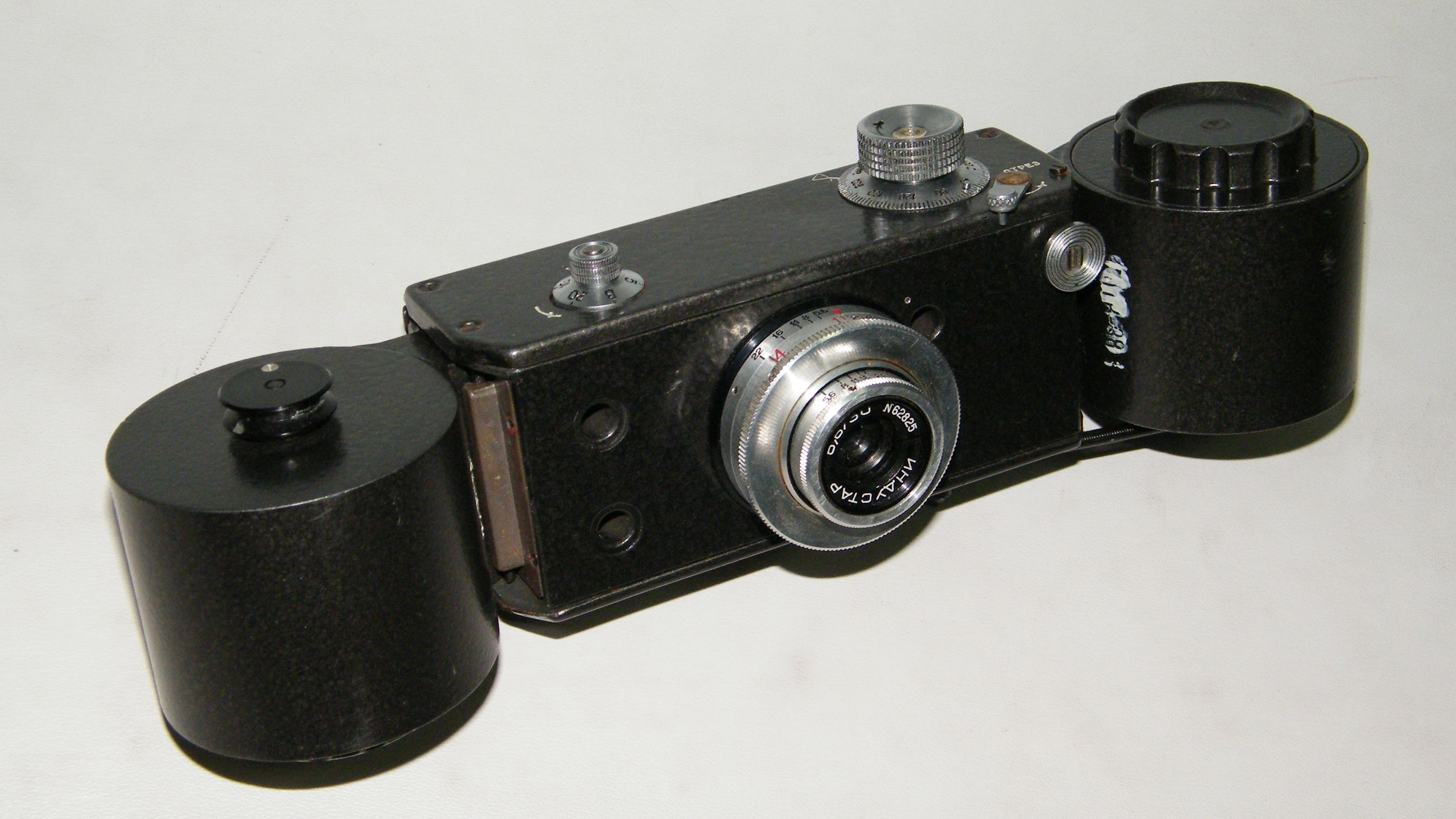
Фотоаппарат «Ёлочка» (репродукционная установка «С-64»).
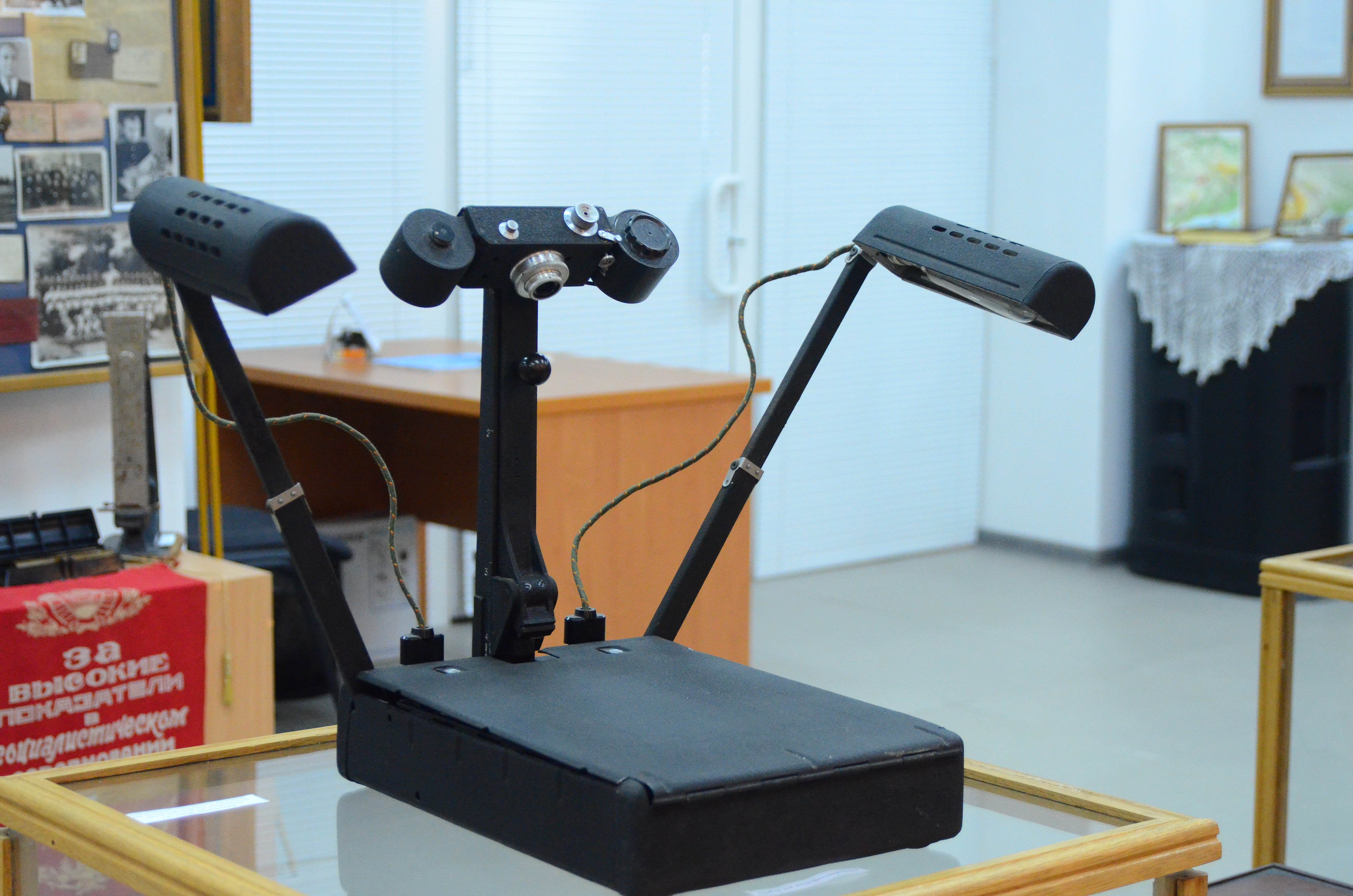
Репродукционная установка «С-64» в сборе.
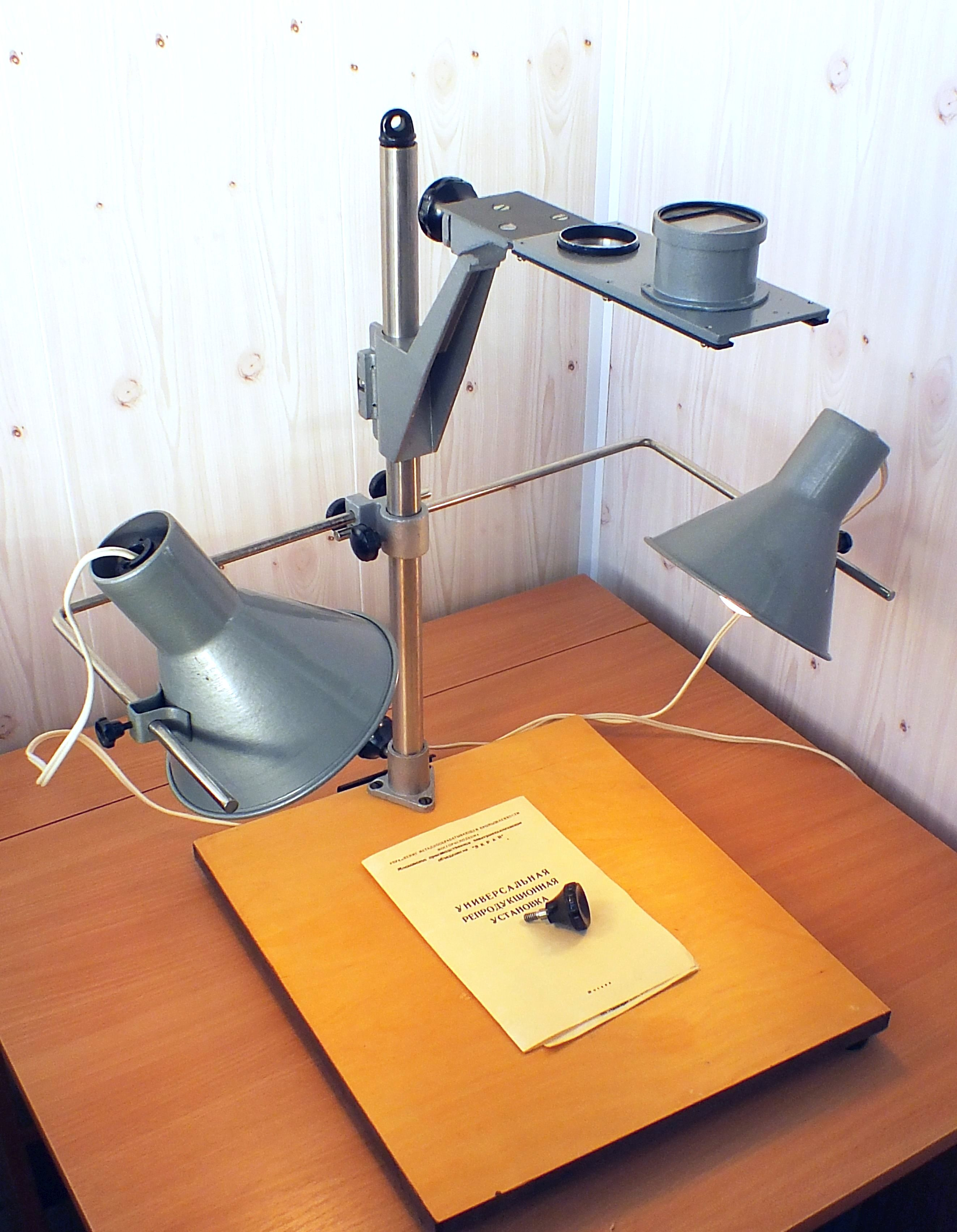
Универсальная репродукционная установка «УРУ-2». Кадрирование и фокусировка может производиться по матовому стеклу, что позволяет использовать для репродукционной съёмки дальномерные фотоаппараты.
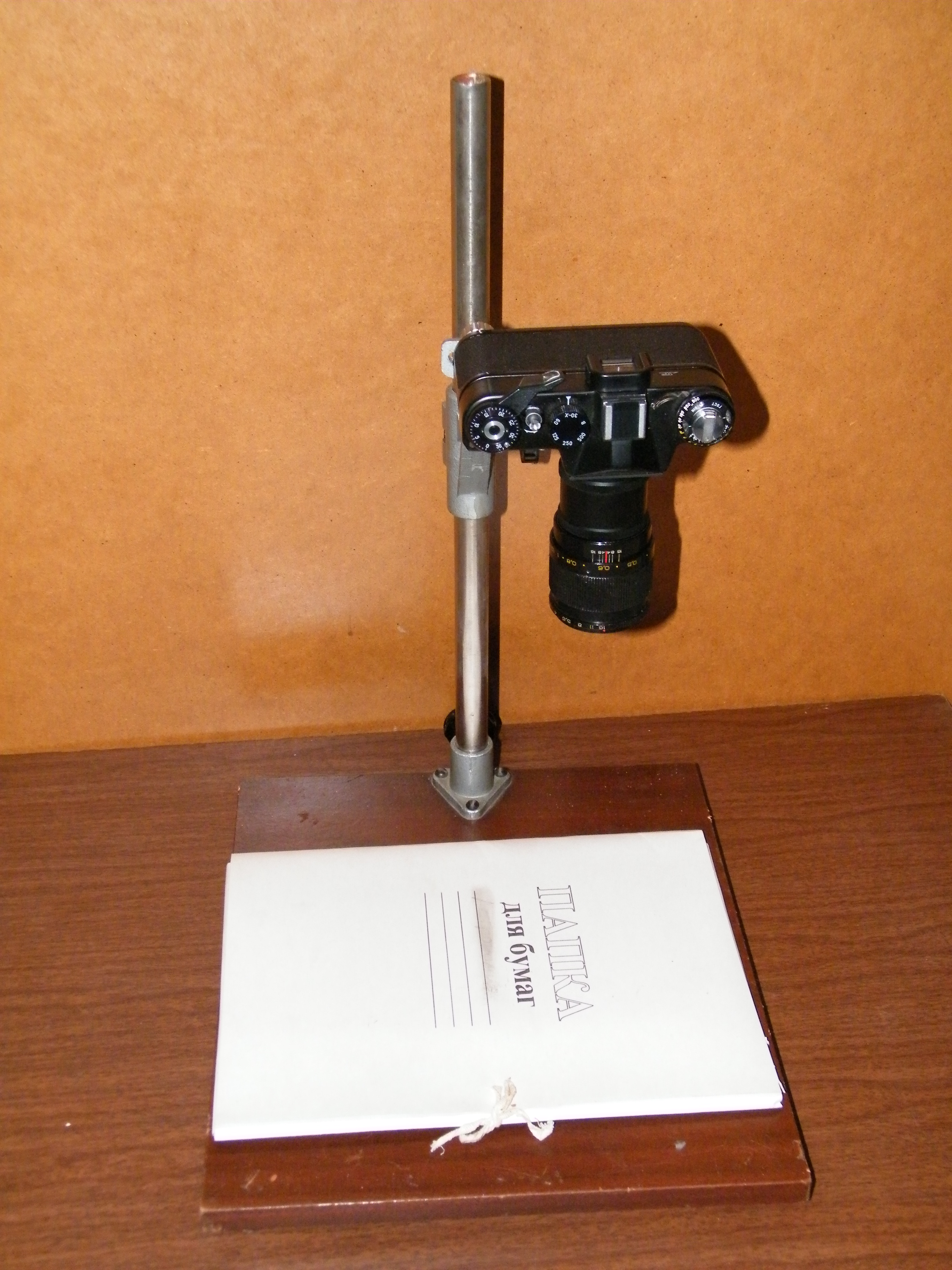
Самодельная репродукционная установка (переделан фотоувеличитель) с фотоаппаратом «Зенит-ЕТ». Объектив «Индустар-61 Л/З» закреплён через удлинительные кольца. Осветители не установлены.
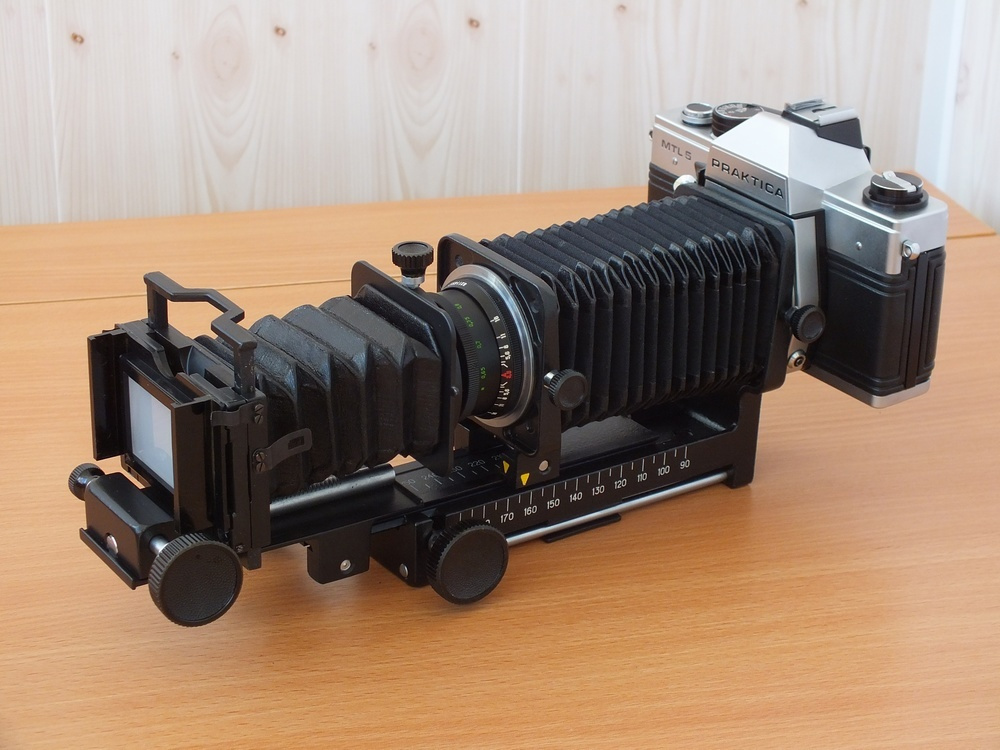
Устройство для пересъёмки слайдов. Приставка «ПЗФ» (между корпусом камеры и объективом) играет роль удлинительных колец, позволяет производить фокусировку. Приставка «ПД» предназначена для установки диапозитива в рамке и позволяет производить кадрирование (изменение масштаба).
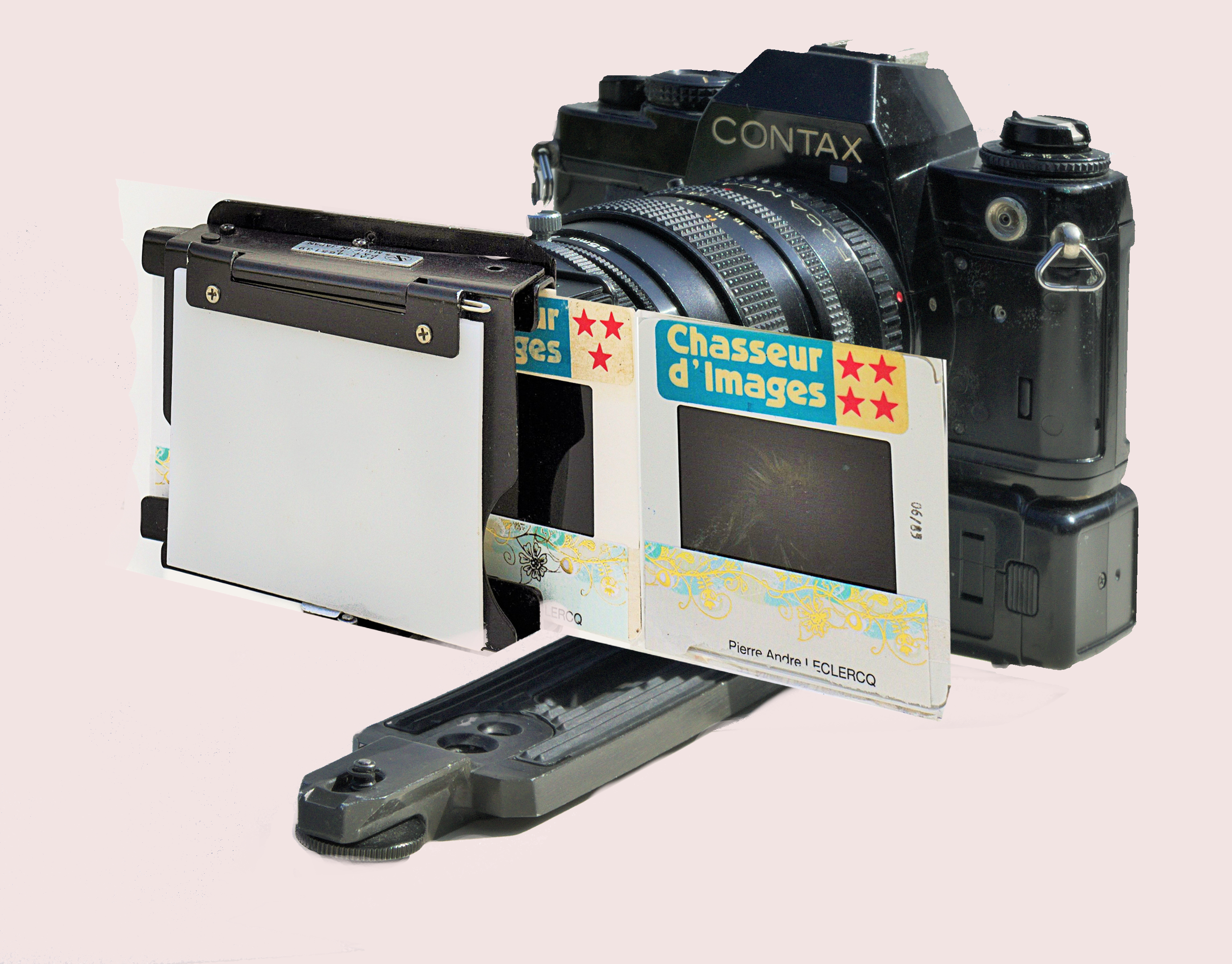
Устройство для копирования слайдов на основе насадочной линзы, расположенной между объективом и диапозитивной рамкой.